# Esclerotiniàcies
Les esclerotiniàcies (Sclerotiniaceae) són una família de fongs ascomicots de l'ordre dels helotials (Helotiales). Moltes espècies d'aquesta família són patògens de les plantes.

## Gèneres
La família Sclerotiniaceae té 31 gèneres (entre parèntesis el nombre d'espècies):
- Amphobotrys (1)
- Botrytis (ca 70)
- Ciboria (ca 80)
- Ciborinia (ca 20)
- Cristulariella (3)
- Cudoniopsis (1)
- Dumontinia (1)
- Elliottinia (1)
- Grovesinia (3)
- Haradamyces (1)
- Kohninia (1)
- Martininia (1)
- Microstrobilinia (1)
- Monilinia (= Monilia) (ca 35)
- Mycopappus (3)
- Myrioconium (8)
- Myriosclerotinia (9)
- Ovulinia (2)
- Phaeosclerotinia (2)
- Pseudociboria (1)
- Pycnopeziza (= Acarosporium) (5)
- Redheadia (1)
- Schroeteria (ca 10)
- Sclerencoelia (3)
- Sclerotinia (ca 75)
- Sclerotium (5)
- Seaverinia (1)
- Septotinia (= Septotis) (2)
- Streptotinia (3)
- Stromatinia (ca 15)
- Valdensia (1)